# 鈴木敏郎 (アナウンサー)
鈴木 敏郎（すずき としお、1941年4月17日 - ）は、愛知県出身の元アナウンサー。

## 来歴
愛知教育大学卒業後の1964年に関西テレビ (KTV) へ入社し、アナウンサー時代には主に報道番組を担当した。その傍らで1980年代中頃までは、松本暢章と杉本清しか当時はレギュラーの競馬実況者がいなかった競馬中継の実況に松本に代わる形でサブ実況としても担当したが、競馬は当時殆どのレースを杉本が担当していたこともあり、年間数レース程度に留まっていたが、杉本がゴルフ中継で不在であった際の宝塚記念を2度実況した実績があった。
競馬実況は、杉本と後のアナウンス部長であった松本暢章から指導を受け、後に鈴木も松本とともに馬場鉄志に実況を指導している。
後に馬場と山本浩之に競馬実況を譲り、アナウンス部長に就任する。

## 担当番組
- 競馬中継
- KTVニュース
- KTVワイドニュース
- 私の名馬（ナレーション）

## 主な実況歴

### 現在のGI級競走
- 宝塚記念（1977年・1979年）

### その他
- 京都牝馬特別（1974年）
- 阪急杯（1977年・1978年）
- 阪神大賞典（1980年）
- 鳴尾記念（1981年）
- 阪神牝馬特別（1976年・1977年）
- マイラーズカップ（1975年・1976年・1978年）
- 京都記念 (秋)（1978年）
- 京阪杯（1980年）